# 1052
Cette page concerne l'année 1052  du calendrier julien.
L'année 1052 est une année bissextile qui commence un mercredi.

## Événements
- 14 avril : victoire des Hilaliens sur les Zirides à la bataille de Haydarân, près de Gabès[1]. Les Fatimides, incapables de maintenir leur autorité au Maghreb après la conquête de l’Égypte, lancent sur l’Ifriqiya les tribus bédouines des Banu Hilal, suivis des Banu Sulaym et des Banu Maqtil. Le pays, ruiné, rompt pour des siècles avec l’Islam oriental.

- Reconquête d’Edesse par les Byzantins[2].

### Europe
- 6 mai : assassinat de Boniface III de Toscane. Son fils Boniface IV devient marquis de Toscane sous la régence de sa mère Béatrice (fin en 1055)[3].

- Juin : 
  - Naples : alliance entre le catapan Argyros (it) et le pape Léon IX contre les Normands[4].
  - Irlande : Diarmait de Leinster reprend définitivement le royaume de Dublin[5].
- 2 juin : le prince de Salerne Guaimar est assassiné dans le port de Salerne par ses quatre beaux-frères, fils du comte de Teano Landulfe[6].

- Août - février 1053 : voyage du pape Léon IX en Hongrie et en Allemagne auprès de l'empereur. Presbourg (septembre), Ratisbonne, Bamberg (18 octobre), Worms (décembre)[6].
- 13 août : Godwin de Wessex quitte Bruges et aborde dans le Kent. Il en est chassé par la flotte du roi Édouard le Confesseur, puis revient et bloque l'estuaire de la Tamise, obtenant de nombreux ralliements, et fait une entrée triomphale à Londres[7].

- 14 septembre : Godwin de Wessex se réconcilie avec le roi dans une assemblée (Witenagemot) qui casse la sentence de bannissement prononcée contre sa famille et expulse tous les Normands d'Angleterre, dont l'archevêque de Cantorbéry Robert de Jumièges[8].

- Décembre, Worms[9] : l’empereur Henri III cède Bénévent au pape Léon IX contre les droits féodaux de Bamberg.

- Battu par Guy-Geoffroi de Poitiers à la bataille de la Castelle, le comte Bernard II d'Armagnac perd le duché de Gascogne qui dépend définitivement de la maison de Poitiers[10].
- Le patriarche Michel Cérulaire ferme à Constantinople les églises de rite latin[11].
- Selon Anselme de Liège, l'empereur Henri III fait pendre plusieurs hérétiques conduit à Goslar par Godefroid II de Basse-Lotharingie. Ils sont condamnés suit à leur refus d’obéir à l'ordre de l'évêque de tuer chacun un poulet[12].